# Paul Wilhelm Schmiedel
Paul Wilhelm Schmiedel (Zauckerode, 22 dicembre 1851 – Zurigo, 10 aprile 1935) è stato un teologo tedesco.

## Biografia
Studiò teologia all'Università di Jena, dove ebbe come insegnanti Richard Adelbert Lipsius (1830-1892) e Otto Pfleiderer. Nel 1879 conseguì la sua abilitazione e dal 1893 al 1923 fu professore ordinario all'Università di Zurigo.
Schmiedel fu autore di "The Johannine Writings" (tradotto in inglese nel 1908) e di una revisione del 1894 di Georg Benedikt Winer, Grammatik des neutestamentlichen Sprachidioms.